# Cuno Amiet
Cuno Amiet (Solothurn, 28 marzo 1868 – Oschwand, 6 luglio 1961) è stato un pittore, illustratore, scultore e grafico svizzero.
Fu il primo pittore svizzero a dare la precedenza ai colori nelle composizioni, e fu un pioniere dell'arte moderna in Svizzera.
La sua formazione artistica iniziò all'Accademia delle belle arti di Monaco di Baviera. Le sue opere, caratterizzate da accentuato colorismo, furono molto influenzate da Ferdinand Hodler e possono essere fatte confluire nella corrente dell'Espressionismo.
Il suo autoritratto Selbstbildnis del 1922 è conservato al Museo Cantonale d'Arte a Lugano.

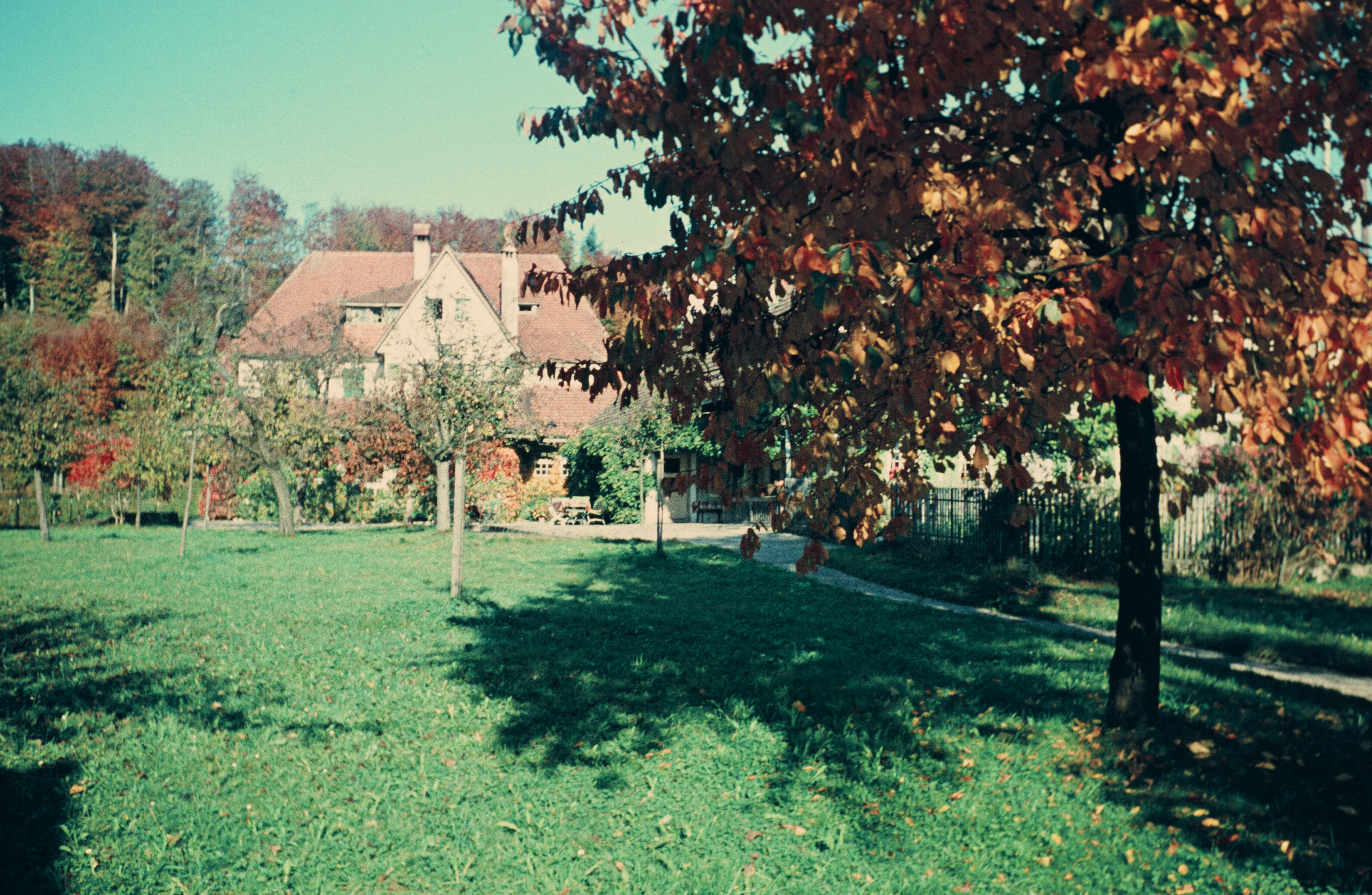
Casa di Cuno Amiet in Seeberg, frazione Oschwand. Photo Ernst Klöti, 1956